# Птиче (Сумський район)
Пти́че —  село в Україні, у Миколаївській селищній громаді Сумського району Сумської області. Населення становить 27 осіб. До 2016 орган місцевого самоврядування - Луциківська сільська рада.

## Географія
Село Птиче розташоване на відстані 1 км від лівого берега річки Сула, примикає до села Луциківка.
Поруч пролягає автомобільний шлях Т 1918

## Назва
На території України 3 населених пункти із назвою Птиче.

## Історія
- Село постраждало внаслідок геноциду українського народу, проведеного урядом СССР 1923-1933 та 1946-1947 роках.
- 12 червня 2020 року, відповідно до розпорядження Кабінету Міністрів України № 723-р «Про визначення адміністративних центрів та затвердження територій територіальних громад Сумської області», село увійшло до складу Миколаївської селищної громади[1].
- 19 липня 2020 року, в результаті адміністративно-територіальної реформи та ліквідації Білопільського району, село увійшло до складу новоутвореного Сумського району[2].

## Економіка
- Молочно-товарна ферма.